# Ernst Gräwe

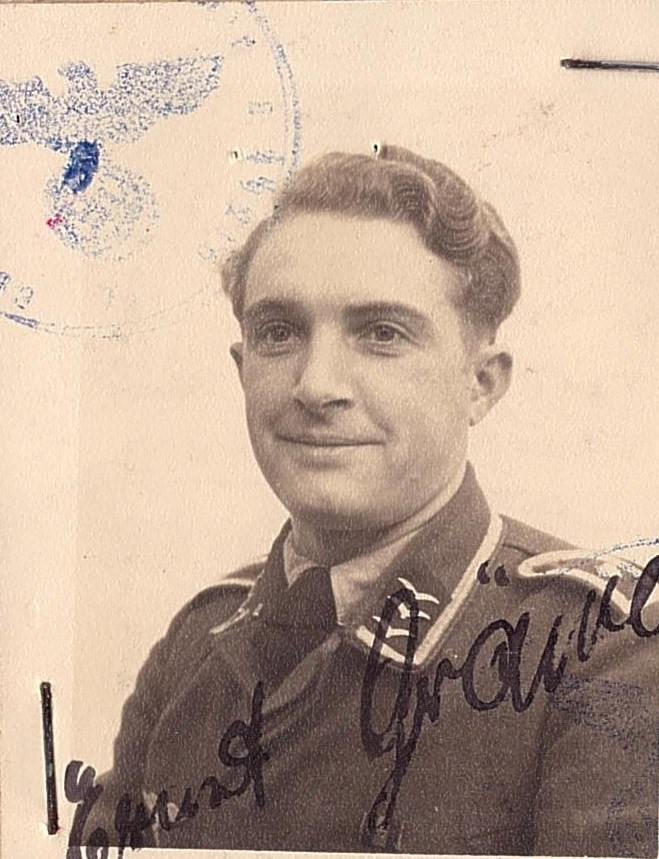
Ernst Gräwe

Ernst Wilhelm Johannes Gräwe (Unna, 1 oktober 1914 - Deventer, 10 april 1945) was een Duitse soldaat tijdens de Tweede Wereldoorlog.

## Geschiedenis
Ernst Gräwe was een medisch onderofficier, als laatste in de Fallschirm-Sanitäts-Abteilung 6 van de 6. Fallschirmjäger-Division. Op 30 januari 1945 werd hem het Oorlogskruis 2e klasse met zwaarden toegekend. Hij werd kort voor het einde van de oorlog in de plaats Deventer in Nederland doodgeschoten door zijn compagniescommandant, omdat hij weigerde deel te nemen aan het executeren van Nederlandse verzetsstrijders.
De executie van de verzetsstrijders op de laatste dag van de bezetting van Deventer door de Wehrmacht staat in Nederland bekend als het Twentol-drama. Het is vernoemd naar het bedrijf Smeerolie en Teerindustrie Twentol in Deventer, waar de verzetsstrijders zich hadden verschanst. De verzetsstrijders wilden een nabijgelegen brug over het Overijssels kanaal verdedigen en de vernietiging ervan voorkomen, zodat deze door de oprukkende geallieerden kon worden gebruikt. In de nacht van 9 op 10 april 1945 kwam het tot een vuurgevecht tussen de verzetsstrijders in het magazijn en Wehrmacht-soldaten bij de brug. Bij een daaropvolgende brand kwamen twee verzetsstrijders om het leven, vijf andere verzetsstrijders wisten te ontsnappen en werden vroeg in de ochtend gearresteerd. Ze werden - een half uur voor de bevrijding van Deventer door troepen van de 3e Canadese Divisie - op het terrein van het slachthuis aan de Snipperlingsdijk in Deventer door Wehrmacht-soldaten geëxecuteerd.
Ernst Gräwe werd begraven in de wijk Diepenveen van Deventer en in maart 1949 herbegraven op de Duitse militaire begraafplaats Ysselsteyn. Zijn graf bevindt zich daar in blok BP 12-276.
Na de Tweede Wereldoorlog werd er op de muur van het slachthuis een monument ter herdenking van de slachtoffers opgericht. Na de sloop van de muur werd het zogenaamde Twentol-monument hersteld en bevindt het zich nu op het in 2006 gewijde Twentolplein. Het monument bestaat uit bakstenen als zichtbaar metselwerk; op een gebied met een rode achtergrond noemt een gedenkopschrift de namen van de zeven vermoorde verzetsstrijders. In het rechtergedeelte van het monument bevindt zich een ander, zwart herdenkingsbord met de volgende inscriptie in het Nederlands, die ook Ernst Gräwe eert:
Op de dag van de bevrijding van Deventer, 10 april 1945, wilden jonge verzetsstrijders de bruggen over de IJssel en de havens voor de bevrijders veiligstellen. Twee van hen kwamen om in hun schuilplaats, het gebouw ‘Twentol’. Vijf werden hierheen gevoerd en gefusilleerd. Dit monument en de treurwilg ernaast vormen een eerbiedige herinnering aan hun leven en sterven. Respect verdient eveneens de Duitser Ernst Gräwe, die weigerde aan de executie deel te nemen en wiens leven hier een gewelddadig einde vond.

## Verwerking
Ter gelegenheid van de 75e herdenkingsdag van de executie van Gräwe, begon de Franse historicus Jérémy Gaudais in samenwerking met de stad Unna en het stadsarchief van Unna met het onderzoeken van de geschiedenis en de achtergronden van de moord.

## Militaire carrière
Gräwe werd op 1 oktober 1936 bij de stafbatterij van I./FlakReg 26 in Kochstedt bij Dessau voor een algemene dienstplicht van twee jaar opgeroepen. Hij diende daar tot 26 oktober 1938.
In februari 1939 werd hij bij 13. FlakRgt 44 in Lippstadt opgeroepen voor militaire dienst als gevolg van de oorlogsopdracht. In november 1943 meldde Gräwe zich voor verdere dienst bij de Luftwaffe. Zijn diensttijd werd daarom vastgelegd tot 30 september 1948.
Tot aan zijn inzet bij de 6e luchtlandingsmedische afdeling van de 6e luchtlandingsdivisie in juli 1944 en zijn daaropvolgende inzet in Nederland werd Gräwe voornamelijk ingezet voor het veiligstellen van de westgrens in zijn thuisgebied.

### Promoties
- 1 januari 1937 bevordering tot Gefreiter
- 1 april 1940 bevordering tot Unteroffizier
- 1 december 1943 bevordering tot Feldwebel

### Onderscheidingen
- Juni 1939 Sudetenland Herinneringsmedaille
- 30 januari 1945 Oorlogskruis IIe klasse met Zwaarden